# Asplenium palaciosii
Asplenium palaciosii là một loài dương xỉ trong họ Aspleniaceae. Loài này được A. Rojas mô tả khoa học đầu tiên năm 2008.